# Kuruc tábornokok listája
Az alábbi lista a Rákóczi-szabadságharc tábornokainak névsorát tartalmazza kinevezéseikkel és előléptetéseikkel, betűrendben. A 27 – Bezerédjvel, Des Alleurs-rel, Török Andrással és Vay Ádámmal együtt 31 – fős tábornoki karból heten brigadérosi rendfokozatból léphettek elő, tizenegyen pedig szenátorok is voltak. (Vesd össze a kuruc brigadérosok és a kuruc szenátorok listájával.)
- Andrássy György báró (1710. novemberben feladja Krasznahorka várát, és elpártol)
  - 1703 őszétől lovas ezredes
  - 1704/1705 fordulójától hajdúk generálisa, azaz gyalogsági generális-főstrázsamester
- Andrássy István báró (1710. február 13-án feladja Lőcse városát és elpártol)
  - 1704 elejétől magasabb parancsnoki beosztásban („fődirector”), majd lovas ezredes
  - 1706. március 13-ától generális-főstrázsamester
- Andrássy Pál báró (1711. április 26-án Kassán kapitulál a császáriak előtt)
  - 1706. márciustól generális-főstrázsamester
- Barkóczy Ferenc gróf, idősebb (†1709. július 28.)
  - 1705 elejétől lovassági tábornok
  - 1707. június 25-étől tábornagy
- Bagossy Pál (†1709. február 21.)
  - 1707. április 25-étől brigadéros
  - 1708. október–novembertől generális-főstrázsamester
- Bercsényi Miklós gróf (emigrációban hunyt el)
  - kezdettől a kuruc hadsereg főgenerálisa
- Berthóti Ferenc (†1710. szeptember 11.)
  - 1703/1704 fordulójától a lengyel határszélen állomásozó kuruc csapatok parancsnoka, lovas ezereskapitány
  - 1706. július 22-étől kassai kerületi vicegenerális
- Berthóti István (†1709. október 15.)
  - 1704 szeptemberétől szolnoki főkapitány
  - 1705 őszétől (?) brigadéros
  - 1708 decemberétől érsekújvári kerületi vicegenerális
- Bezerédj Imre (†1708. december 18.)
  - 1704/1705-től lovas ezereskapitány
  - 1706. júliustól brigadéros
  - 1708. szeptember elején Rákóczi generális-főstrázsamesterré nevezi ki, de árulási kísérlete miatt még kinevezési okmányának kézhezvétele előtt letartóztatják, majd kivégzik
- Bottyán János (†1709. szeptember 26. vagy 27.)
  - 1703. december 10-étől generális-főstrázsamester (ténylegesen csak 1704. novemberben csatlakozik a kurucokhoz!)
- Buday István (†1710. május 18. előtt néhány nappal)
  - 1703. július–augusztustól a fejedelem udvari kapitánya
  - 1704. február közepétől generális-főstrázsamester
  - 1706. május 15-étől Duna–Tisza közi kerületi vicegenerális
- Csáky Mihály gróf (emigrációban hunyt el)
  - 1704 őszétől brigadéros
  - 1705 őszétől (?) generális-főstrázsamester
  - 1708. december 15-étől altábornagy
- Des Alleurs márki (1710. február 24-én távozik Magyarországról)
  - XIV. Lajos francia király altábornagya, 1705. márciustól katonai tanácsadó Rákóczi mellett. A fejedelem által felkínált tábornagyi rangot nem fogadta el, valójában nem volt a kuruc tábornoki kar tagja, de a haditanácsokban és eleinte a hadműveletekben is részt vett.
- Ebeczky István (1711. május 15-én feladta Ungvár várát, és elfogadta a szatmári békét)
  - 1703/1704 fordulójától lovas ezereskapitány
  - 1705. augusztus 14-étől brigadéros
  - 1711 tavaszától generális-főstrázsamester
- Esterházy Antal gróf (emigrációban hunyt el)
  - 1704 májusától generális, 1705-ben lovassági tábornoki rendfokozattal szerepel
  - 1706 nyarától tábornagy
- Esterházy Dániel gróf (1711. április 26-án feladta Kassát, és elfogadta a szatmári békét)
  - 1704 elejétől generális-főstrázsamester (áprilisban, a Dunántúl elveszítésekor meghódol a császáriaknak, de májusban ismét csatlakozott a kurucokhoz, s generálisként szolgált tovább)
  - 1705. májusban tábornaggyá nevezték ki, de 1706-tól csak altábornagyként szerepel (ennek okát egyelőre nem ismerjük)
- Forgách Simon gróf (1706. november 22. és 1710. november 16. között letartóztatásban, utána emigrációba ment és ott is hunyt el)
  - 1704. áprilistól tábornagy
- Galambos Ferenc (emigrációba ment, de már 1711. szeptember végén élt az amnesztia lehetőségével, és hazatért)
  - 1705 elejétől Szatmár várának főkapitánya
  - 1706. július 16-ától tiszántúli kerületi vicegenerális
- Grudziński, Janusz (1710. áprilisban elhagyja az országot)
  - 1710. január 26-ától generális-főstrázsamester a Rákóczihoz csatlakozott lengyel segélyhadban
- Gyürky Pál (†1710. június 2.)
  - 1705. május elejétől generális-főstrázsamester
- Károlyi Sándor báró (ő kötötte meg a szatmári békét)
  - 1703. október 18-ától mezei generális
  - 1704. márciustól altábornagy
  - 1705. január elejétől tábornagy
- Mikes Mihály gróf (elfogadta a szatmári békét)
  - 1705 tavaszától generális-főstrázsamester
  - 1708. augusztus 23-ától a székelyek főgenerálisa
- Nagyszegi (másként Leuka) Gábor (†1711. január 18.)
  - 1705-től (?) brigadéros
  - 1710. március végétől generális-főstrázsamester
- Orosz Pál (†1710 nyarán?)
  - 1703 szeptemberétől magasabb parancsnoki beosztásban („fődirector”)
  - 1704. február 8-ától generális-főstrázsamester
- Palocsay György báró (elfogadta a szatmári békét)
  - 1704. májustól brigadéros (kinevezési okmányát csak 1706. április 6-án állítják ki!)
  - 1710. július elejétől generális-főstrázsamester
- Pekri Lőrinc gróf (†1709. március 6.)
  - 1704. áprilistól generális-főstrázsamester
  - 1705. június 8-ától altábornagy
  - 1707. január 20-ától lovassági tábornok
  - 1707. áprilistól tábornagy (ő az egyetlen, aki a kuruc hadsereg valamennyi tábornoki fokozatát elnyerte)
- Petrőczy István báró (emigrációba ment, de már 1711 nyarán hazatért)
  - 1704/1705-től generális-főstrázsamester
- Sennyey István báró (1711. június végén feladta Munkács várát, és elfogadta a szatmári békét)
  - 1703. augusztus végétől lovas ezereskapitány
  - 1703. szeptember 26-ától tiszántúli generális
  - 1711. márciusban altábornagynak címezik
- Thoroczkay István (elfogadta a szatmári békét)
  - 1704. januártól generális-főstrázsamester (1706-tól már nem harcol)
- Török András (1711. október elején tért vissza az emigrációból)
  - 1705. márciustól (?) a fejedelem udvari hadnagya, illetve vicekapitánya 1711. februárig (e tisztségében Vay Ádám helyettese volt, funkciójának jellegéről lásd alább)
- Vay Ádám (emigrációban hunyt el)
  - 1703. októbertől a fejedelem udvari főkapitánya, később (fő)marsalli címet visel (ez valójában nem tábornoki fokozat, de rangja és beosztása az udvari csapatok élén jelentős katonai funkciót jelentett számára)